# Județ de Mureș
Pour l’article homonyme, voir Mureș.
Mureș  (Județul Mureș en roumain, Maros megye en hongrois, Kreis Mieresch en allemand) est un județ de Roumanie situé dans le centre-nord du pays, en Transylvanie dans le Pays sicule, dans la région de développement Centre.
Son chef-lieu est Târgu Mureș (Marosvásárhely)
Depuis les élections régionales de juin 2008, le président du județ est Edita Emőke Lokodi (Union démocrate magyare de Roumanie). Le préfet du județ est Emil-Marius Pașcan.

## Géographie
Le județ de Mureș est situé dans le centre de la Roumanie, entre les méridiens 23°55' et 25°14' de longitude est et les parallèles 46°09' et 47°00' de latitude nord. Il occupe 2,8 % du territoire roumain et il est limité au nord par le județ de Bistrița-Năsăud sur 100 km et le județ de Suceava sur 15 km, à l'est par le județ de Harghita sur 130 km, au sud par le județ de Brașov sur 20 km et le județ de Sibiu sur 80 km, enfin à l'ouest par le județ d'Alba sur 40 km et le județ de Cluj sur 60 km.
Les plaines et collines occupent la moitié du territoire, les montagnes l'autre moitié. Les montagnes, qui font partie des Carpates orientales, occupent le nord et l'est du judeș, tout d'abord les Monts Călimani (Munții Călimani), dans les Carpates orientales extérieures qui culminent au Mont Pietrosul (Vârful Pietrosul) à 2 102 m d'altitude puis, plus au sud, les Monts Gurghiu (Munții Gurghiului), faisant partie des Carpates orientales intérieures, d'origine volcanique, qui culminent au Mont Saca (Vârful Saca) à 1 777 m d'altitude. En se dirigeant vers l'ouest et le sud, on entre sur le plateau de Transylvanie appelé ici Plateau de Târnava (Podișul Târnavelor) à une altitude d'environ 600 m, puis dans la plaine de Transylvanie (Câmpia Transilvanei) à 200-300 m.
Le județ s'articule autour de la vallée du Mureș et de ses affluents, les rivières Gurghiu et Niraj sur la rive gauche et les rivières Luț, Lechința et Pârâul de Câmpie sur la rive droite. Le Mureș arrose les villes de Reghin, Târgu Mureș, Iernut et Luduș. Deux autres sous-affluents du Mureș coulant partiellement dans le județ jouent un rôle important, la Târnava Mică qui arrose Sovata (Szováta) et Târnăveni et la Târnava Mare qui arrose Sighișoara. Ces deux rivières se rejoignent à Blaj pour former la Târnava, affluent du Mureș.
Le județ compte plusieurs lacs artificiels (Zau de Câmpie (133 ha), Iernut (122 ha), Văleni (53 ha), Tăureni (53 ha), Șaulia (48 ha), Fărăgău (38 ha)) et naturels (Ursu (5 ha)).
Le climat du județ est un climat continental (hivers longs et froids et étés chauds). Dans la zone collinaire, les températures moyennes sont de −3 °C, −8 °C en janvier et de +18 °C , +19 °C au mois de juillet. En zone de montagne, les températures de février sont en moyenne de −4 °C, +1 °C et de +8 °C, +12 °C au mois d'août.
Les précipitations s'échelonnent de 580 mm à l'ouest dans la plaine à 700-899 mm sur le plateau transylvain et 1 400 mm en zone de montagne.
Le județ possède 4 090 km2 de terres agricoles et de 2 160 km2 de forêts.
La végétation est constituée de forêts de feuillus, de pins, de hêtres. La faune, très riche, comprend plusieurs animaux rares en Europe (ours noir, lynx, grand tétra, tétra lyre).

## Histoire
Le județ de Mureș a fait partie du royaume des Daces et a connu la présence romaine. Au Xe siècle, les Hongrois s'installent dans le județ. Au sud-est sont déjà présentes des populations de Sicules dont l'origine est encore en discussion de nos jours.
Le județ a fait ensuite partie de la principauté de Transylvanie, vassale du royaume de Hongrie, avant d'être administré directement par l'empire d'Autriche et les Habsbourgs de 1690 à 1867.
En 1867, il est incorporé à l'État hongrois dans l'Autriche-Hongrie. En 1876, le comitat de Maros-Torda est formé, il comprend la plus grande partie du județ actuel. En 1918, avec la désintégration de l'Empire austro-hongrois, le comitat de Maros-Torda (Mureș-Turda) intègre le royaume roumain, ce qui sera reconnu en 1920 par le traité de Trianon. Rendu à la Hongrie par le deuxième arbitrage de Vienne de 1940 à 1944, il réintègre la Roumanie début 1945, ce est officialisé par le traité de paix de Paris en 1947.
Durant l'entre-deux-guerres, le județ, appelé județ de Maros-Torda, est composé de sept arrondissements (plăși) : Toplița, Reghin, Mureș, Miercurea-Nirajului, Band, Râciu et Teaca.
En 1930, il a une superficie de 4 856 km2 et une population de 289 817 habitants (densité : 59,7).
En 1938, l'arrondissement de Giurgiu est créé ainsi que ceux de Reghinu-de-Sus, Reghinu-de-Jos, de Mureșu-de-Sus et Mureșu-de-Jos par division des anciens arrondissements de Reghin et Mureș.
Lors de la réorganisation administrative de 1950, il disparaît, et en 1968 il est rétabli, mais avec des limites profondément modifiées. Le județ de Mureș-Turda devient le județ de Mureș actuel. Il s'agrandit de l'arrondissement de Sărmașu (ancien județ de Cluj) et de celui de Luduș (ancien județ de Turda). La plus grande partie du județ de la Târnava Mică avec les arrondissements de Iernut, de son chef-lieu Diciu-Sân-Martin (actuelle Târnăveni) et d'une bonne partie de celui de Dumbrăveni sont intégrés dans le județ de Mureș. Il en va de même pour l'ancien județ de la Târnava Mare dont le chef-lieu Sighișoara est lui aussi incorporé au județ de Mureș.
Le județ de Mureș est cependant amputé de l'arrondissement de Toplița qui rejoint le județ de Harghita et d'une partie de l'arrondissement de Teaca qui est incorporée dans le județ de Bistrița-Năsăud.

## Politique
| Parti | Parti                                      | Sièges |
| ----- | ------------------------------------------ | ------ |
|       | Union démocrate magyare de Roumanie (UDMR) | 16     |
|       | Parti national libéral (PNL)               | 9      |
|       | Parti social-démocrate (PSD)               | 7      |
|       | Parti Mouvement populaire (PMP)            | 2      |

## Religions
En 2002, la répartition religieuse des différentes communautés du județ était la suivante :
- Orthodoxes, 53,25 % ;
- Réformés, 27,03 % ;
- Catholiques romains, 9,51 % ;
- Unitariens, 2,46 % ;
- Catholiques grecs, 2,27 % ;
- Adventistes du septième jour, 1,43 % ;
- Pentecôtistes, 1,20 % ;
- Autres confessions chrétiennes, 0,9 % ;
- Juifs, 0,03 % ;
- Musulmans, 0,02 %.

## Démographie
La composition ethnique du județ s'est profondément modifiée au cours du XXe siècle.
La part de la population roumaine n'a cessé d'augmenter, passant de 40,64 % en 1900 à 43,54 % en 1930 et dépassant les 50 % dès 1992. De même, les Tsiganes ont vu leur nombre s'accroître de manière importante (4,10 % en 1930, 6,96 % de nos jours).
Par contre, la part de la communauté hongroise n'a cessé de diminuer régulièrement, passant de 47,76 % en 1900 à 41,57 % en 1930 et à moins de 40 % actuellement. La communauté allemande, forte de 35 328 personnes en 1900 (9,89 %) a vu son pourcentage baisser à 3,91 % après la Seconde Guerre mondiale et à 0,35 % de nos jours par suite d'une émigration continue vers l'Allemagne.
La petite communauté juive (11 449 personnes en 1930) a d'abord subi la Shoah (3 241 personnes en 1956) pour n'être plus que résiduelle aujourd'hui (150 personnes concentrées principalement dans le chef-lieu Târgu Mureș).
En 2011, la répartition ethnique de la population du județ s'établissait comme suit :
- Roumains, 277 372 personnes, soit 52,60 % ;
- Hongrois, 200 858 personnes, soit 38,09 % ;
- Tsiganes, 46 947 personnes, soit 8,90 % ;
- Allemands, 1 478, soit 0,28 % ;
- Autres nationalités, 792 personnes, soit 0,13 %.

En 2002, pour ce qui concerne la langue maternelle des habitants, les proportions sont les suivantes :
- roumain, 324 546 personnes, soit 55,87 % ;
- hongrois, 231 381 personnes, soit 39,83 % ;
- romani, 22 709 personnes, soit 3,90 % ;
- allemand, 1 742 personnes, soit 0,29 %.

Le județ de Mureș est le troisième județ de Roumanie pour sa proportion de Hongrois.

## Liste des municipalités, villes et communes
Le județ compte quatre municipalités, sept villes et 91 communes.

### Municipalités
(population en 2007)
- Târgu Mureș (145 943)
- Reghin (36 741)
- Sighișoara (32 570)
- Târnăveni (26 504)

### Villes
(population en 2007)
- Iernut (9 658)
- Luduș (17 724)
- Miercurea Nirajului (6 026)
- Sângeorgiu de Pădure (5 571)
- Sărmașu (7 581)
- Sovata (9 932)
- Ungheni (6 888)

### Communes
- Acățari
- Adămuș
- Albești
- Aluniș
- Apold
- Ațintiș
- Bahnea
- Band
- Batoș
- Băgaciu
- Băla
- Bălăușeri
- Beica de Jos
- Bereni
- Bichiș
- Bogata
- Brâncovenești
- Breaza
- Ceuașu de Câmpie
- Chețani
- Chibed
- Chiheru de Jos
- Coroisânmărtin
- Corunca
- Cozma
- Crăciunești
- Crăiești
- Cristești
- Cucerdea
- Cuci
- Daneș
- Deda
- Eremitu
- Ernei
- Fărăgău
- Fântânele
- Gălești
- Gănești
- Gheorghe Doja
- Ghindari
- Glodeni
- Gornești
- Grebenișu de Câmpie
- Gurghiu
- Hodac
- Hodoșa
- Ibănești
- Iclănzel
- Ideciu de Jos
- Livezeni
- Lunca
- Lunca Bradului
- Mădăraș
- Măgherani
- Mica
- Mihesu de Câmpie
- Nadeș
- Neaua
- Ogra
- Papiu Ilarian
- Pănet
- Păsăreni
- Petelea
- Pogăceaua
- Răstolița
- Râciu
- Rușii-Munți
- Saschiz
- Sărățeni
- Sâncraiu de Mureș
- Sângeorgiu de Mureș
- Sânger
- Sânpaul
- Sânpetru de Câmpie
- Sântana de Mureș
- Solovăstru
- Stânceni
- Suplac
- Suseni
- Șăulia
- Șincai
- Tăureni
- Valea Largă
- Vărgata
- Vătava
- Vânători
- Vețca
- Viișoara
- Voivodeni
- Zagăr
- Zau de Câmpie

## Économie
L'agriculture et l'exploitation des forêts ont une place essentielle dans l'économie de la région. Le sous-sol recèle des gisements de sel, de gaz naturel, de pierres de construction.
Les principales industries présentes sont la production d'énergie (gaz naturel et électricité thermique), de dérivés du carbone (carbures), de matériaux de construction, de meubles, verre, céramique, instruments de musique. Les industries du bois, alimentaires, textiles, du cuir sont également représentées sur le territoire du județ.

## Communications

### Routes
Le județ compte 1 846 km de routes (18 % de routes nationales, 40 % de routes départementales, 42 % de routes communales).
Routes nationales :
- DN15 : Turda (județ de Cluj)-Luduș-Târgu Mureș-Reghin-Toplița (județ de Harghita) ;
- DN13 : Târgu Mureș-Sighișoara-Brașov (județ de Brașov)-Bucarest ;
- DN13A : DN13-Sovata ;
- DN13B : Sovata-Gheorgheni (județ de Harghita) ;
- DN14 : Sighișoara-Mediaș (județ de Sibiu) ;
- DN14A : Iernut-Târnăveni-Mediaș (județ de Sibiu ;
- DN15A : Reghin-DN17-Bistrița (județ de Bistrița-Năsăud) ;
- DN16 : Reghin-Cluj-Napoca (județ de Cluj).

### Voies ferrées
Le județ est desservi par les lignes de chemin de fer suivantes :
- Luduș-Iernut-Târgu Mureș-Reghin-Toplița ;
- Luduș-Zau de Câmpie ;
- Târgu Mureș-Sovata ;
- Sovata-Târnăveni ;
- Sibiu-Sighișoara-Odorheiu Secuiesc ;
- Sighișoara-Brașov.

### Aéroports
Le județ dispose d'un aéroport international situé à 14 km de la ville de Târgu Mureș. Inauguré en 1969, cet aéroport assure des liaisons avec Bucarest (compagnie Tarom), Billund (Danemark) (compagnie Cimber Air) et Budapest (compagnie Malév).

## Tourisme
- La cité médiévale de Sighișoara.
- La vieille ville de Târgu Mureș.
- La ville de Sovata et les Monts Gurghiu.
- Les Monts Călimani.
- La ville de Reghin.
- Les églises fortifiées de Transylvanie
- Liste des châteaux du Județ de Mureș
- Liste des musées du Județ de Mureș
- Festival Peninsula / Félsziget - le plus grand festival de rock / pop / electro du pays.
- Via Transilvanica